# عز الدين الدولة
الدكتور عزالدين عبد الله حسين خضر الدولة الحمداني سياسي ووزير عراقي سابق عضو في مجلس النواب في العراق لخمس دورات انتخابية منذُ عام 1995 إلى حد الآن، يعد قيادي بارز في اتحاد القوى السنية من مواليد تلعفر - 1957، من عائلة عربية عريقة معروفة اكمل دراسته الاولية في تلعفر تخرج من كلية القانون والسياسة 1980،بغداد وأكمل دراساته القانونية العليا فحاز على الماجستير والدكتوراه في القانون الدولي العام.ويعتبر الدكتور عزالدين الدولة من الشخصيات السياسية الوطنية البارزة وله علاقات واسعة مع جميع الأطراف السياسية في العراق كما تربطه علاقات جيدة مع الجميع

## مناصب
- انتخب عضوا في المجلس الوطني العراقي سنة 1995.
- انتخب عضواً للجنة القانونية في المجلس الوطني لمرتين
- عمل نقيبا لمحامي نينوى بين عامي 2003 – 2005 ونائبا لرئاسة اتحاد النقابات.
- شارك في لجنة صياغة الدستور سنة 2004 ممثلا عن محافظة نينوى (العرب السنة).
- اعيد انتخابه عضوا في مجلس النواب العراقي سنة 2005، وعمل رئيسا لكتلة برلمانية، وعضوا في اللجان القانونية والأمن والدفاع.
- الناطق باسم قوى 22 تموز في قضية كركوك
- في سنة 2010 انتخب للمرة الثالثة عضوا في مجلس النواب العراقي عن القائمة العراقية.
- استأزر سنة 2010 وزيرا للزراعة.
- رئيس اللجنة العليا لاعادة اعمار قضاء تلعفر.
- رئيس كتلة الطريق.
- أنتخب لعضوية مجلس النواب العراقي سنة 2014
- ترأس مؤتمر منظمة الأغذية والزراعة «الفاو» لدول الشرق الأدنى – الدورة الحادية والثلاثين للسنين 2012- 2014.
- أمين عام مساعد لتجمع عراقيون الوطني (القائمة العراقية).
- امين عام مساعد لقائمة متحدون
- شارك في مؤتمرات عربية وعالمية في مجالات: القانون، والزراعة، وحقوق الإنسان، وله دراسات ومنشورات عدة.
- محامي الدفاع عن الليبيين في قضية طائرة لوكربي
- عضو لجنة العشائر في مجلس النواب
- عضو اللجنة التنسيقية العليا
- عضو اللجنة التحقيقة في سقوط الموصل 2015

## مؤلفات
صدر له مؤخرا كتابين:
الأول بعنوان (التحكيم ودوره في المنازعات الدولية)، وأما
الثاني (المسؤولية الجنائية للسلطات الرئاسية العليا أمام القانون الدولي).

## استقالته
قدم استقالته من حكومة المالكي بتاريخ 8 آذار 2013 على خلفية الاعتداء على متظاهري ساحة الأحرار في الموصل. وعاد إلى الوزارة بعد مطالبة الجماهير الفلاحية. وخروج مظاهرات من قبل موظفي الوزارة والفلاحين في مديرية زراعة نينوى ومقر الوزارة بغداد في نيسان 2013. وبعد ذلك عاد جميع وزراء القائمة اللذين كانوا مقاطعين لجلسات مجلس الوزراء بعد اجتماع القائمة العراقية واتخذ قرار بانه لاجدوى من مقاطعة جلسات مجلس الوزراء